# Ambatomirahavavy
Ambatomirahavavy est une commune rurale malgache, située dans la partie est de la région d'Itasy. Elle est rattachée au district d'Arivonimamo.
La Commune d'Ambatomirahavavy est composée de 15 fokontany, à savoir Antanimarina, Ambatomirahavavy, Tsaratanana, Miakotsorano, Ambohidranomanga, Andriatompoiray, Ambohibato, Ambohimanandray, Ambonirina, Imerinkanjaka, Ampano, Antsahabe, Manarintsoa, Ivelo, Imerintsiafindra.

## Géographie
Ambatomirahavavy est traversée par deux fleuves, Katsaoka (9 km) et Andromba (11 km). Elle a 4 étangs de 80 hectares

## Démographie
La population en 2014 est estimée à 14 500, avec 50,7 % de femmes et 48,3 % d'hommes. La proportion de population active est 42,7 %. On estime qu'en 2015, ce chiffre est de 15 300.

## Économie et Social
En 2004, le maïs est cultivé par 20 % de la population, le riz par 80 %. Le manioc et pratiqué par 60 % de la population et la pomme de terre par 25 %. Le haricot a été cultivé par 20 % de la population et l'arachide 10 %. L'orange est cultivée par 8 %.
On note que les autres cultures comme la patate douce et manioc ont été auto-consommés. Le développement de la vente de ces produits alimentaires a été constaté à partir de 2010, époque où la Commune a été prisée par des gens de la ville d'Antananarivo qui font du pique-nique les week-ends.
La Commune est marquée par l'existence de producteur de bonzaï et du parc d'attraction lémurien (Lemur's park). Depuis 2017, une station Shell a été installée et des Espaces de loisirs mis en place
La Commune travaille avec une vingtaine de partenaires de développement (Projets, Opérateurs économiques, Ministères, société civile, etc.) pour créer du changement positif pour sa population. Différents domaines sont concernés (agriculture/élevage, eau, appui social, électrification, infrastructures économiques et sociales, cultures et religion, etc.).
En matière agricole, la Commune dispose de plus de 610 ha de surfaces irriguées et de 5 ouvrages hydro-agricoles.
En matière de transport, la Commune est liée à la Capitale par la ligne Kofiamo.
En matière de communication, les 3 opérateurs économiques (Airtel, Telma, Orange) couvrent l'ensemble de la Commune. La plupart des radios ayant des stations à Antananarivo arrivent à émettre jusqu'à la Commune.
En matière culturelle et sportif, la Commune dispose de terrains de sports, de bibliothèque (privé),
Sur le plan sanitaire, deux Centres de santé de base sont opérationnels.
La sécurité est assurée par la Gendarmerie nationale, des "andrimasompokonolona" par fokontany et des quartiers mobiles.